# Зоран Божовић
Зоран Божовић (Змајево, 18. март 1940) српски је драмски писац, књижевник, преводилац и универзитетски професор.

## Биографија
Основну школу похађао је у Суботици, Пули и Аранђеловцу, гимназију је завршио у Аранђеловцу, дипломирао је на Групи за руски језик и књижевност Филолошког факултета у Београду. Докторску дисертацију Чехов као драмски писац код Срба одбранио је 1978, за доцента је изабран 1980, а за редовног професора 1990. године. Предавао је руску књижевност друге половине деветнаестог века, неколико година држао је курс из старе руске књижевности и спецкурс Руска драма деветнаестог века за постдипломце. Повремено је предавао на универзитетима у Приштини, Врању и Нишу.
Као гост универзитета у Варшави, Отави и Москви одржао је више предавања из руске књижевности.
Учествовао је на више научних скупова у земљи и иностранству са рефератима који су штампани у светским часописима на српском, руском, немачком и енглеском језику.
Био је управник Одсека за славистику и председник Славистичког друштва Србије. Био је члан редакције часописа Зборник за славистику и Филолошки преглед.
Његова књижевна дела превођена су на неколико европских језика.

## Преводи
Превео је са руског језика више приповедака, романа и драма Гогоља, Љермонтова, Достојевског, Тургењева, Чехова, Шварца, Зорина, Розова и др. Превео је две књиге писама за Сабрана дела А. Чехова, као и преписку између Чехова и глумице Московског художественог театра Олге Книпер ("Нежна срца"). Превео је књигу Ј. Борјева Стаљинијада. Урадио је савремену језичку верзију Орфелиновог дела Петар Велики.
Oн је приредио више издања руских класика на српском језику, укључујући Сабрана дела А. Чехова у дванаест књига, у сарадњи са проф. Др М. Бабовићем, и Изабрана дела А. Чехова у две књиге (2013).

## Награде
- Награда на Филмском фестивалу у Врњачкој Бањи (1965)
- Победник конкурса Позоришта на Теразијама и Удружења Књижевника (1982)
- Велика награда Радоје Домановић (1999)
- Награда Бранислав Нушић (1999)
- Награда Невен, најбоља књига за децу (2007)
- Награда Доситеј Обрадовић
- Пет првих награда за радио драму
- Три друге награде за радио драму
- Победник конкурса Дани комедије у Јагодини

## Дела
- Чехов као драмски писац код Срба (1985)[3]
- Чеховљева приповетка у српској књижевности (1988)[4]
- Инспекторско брдо, збирка прича (1984)
- Леве приче, збирка прича (1987)
- Живети туђ живот, роман (1995)
- Време жена, збирка прича (2000)
- Приче од којих боли глава, збирка прича (2000)
- Omnia vincit Amor, роман (2001)
- Отмица Балше Поповића, роман (2007)
- Волим те бленто, роман (2008)
- Записи сломљеног срца, роман (2012)
- Пази како силазиш низ степенице, роман (2013)

Позоришна дела
- Комедије (2000)
- Свадбени марш (2002)
- Бомба у позоришту (2004)
- Краљица смеха (2006)
- Ђавоље племе
- Дијамантска огрлица
- Шумски рај
- Краљица смеха
- Добри другари